# Typhlops decorsei
Typhlops decorsei este o specie de șerpi din genul Typhlops, familia Typhlopidae, descrisă de Mocquard 1901. A fost clasificată de IUCN ca specie cu risc scăzut. Conform Catalogue of Life specia Typhlops decorsei nu are subspecii cunoscute.